# Marko Ničić
Marko Ničić (ur. 28 czerwca 1995) – serbski lekkoatleta, średniodystansowiec.
Złoty medalista mistrzostw Serbii na różnych dystansach.